# 高木八尺
高木 八尺（たかぎ やさか、1889年（明治22年）12月25日 - 1984年（昭和59年）4月28日）は、日本の政治学者、アメリカ研究者、政治家。位階は従三位。勲等は勲一等。東京大学名誉教授、日本学士院会員。
東京帝国大学教授、太平洋問題調査会常任理事、貴族院議員、東京大学教授などを歴任した。

## 来歴
英学者・神田乃武の子として東京に生まれる。外戚の佐賀藩士の高木家の養子となる。第一高等学校を経て、1915年、東京帝国大学法科大学政治学科卒業。新渡戸稲造、内村鑑三の影響を受ける。1918年、母校でアロンゾ・バートン・ヘボンの寄付で設置された米国憲法・歴史及び外交講座（通称「ヘボン講座」）の初代担当者となる。
1926年4月、太平洋問題調査会の日本支部が発足すると理事に就任。
1933年、「米国政治史序説」で東京帝国大学より法学博士の学位を取得。1938年、教授に就任。定年となる1950年まで米国政治史などを教えた。
戦前は太平洋問題調査会常任理事。木戸幸一と学習院で同級であり、日米開戦前には、戦争回避のため近衛文麿とフランクリン・ルーズベルトの会談の実現に努め、ジョセフ・グルー駐日大使に自制を求める手紙を出したりした。1946年9月18日には貴族院議員に勅選され、同成会に所属し1947年5月2日の貴族院廃止まで在任した。戦後の駐日大使エドウィン・ライシャワーとも親しく、アメリカ学会を創設し、国際文化会館を設立した。1948年日本学士院会員。1965年、アメリカ歴史学会名誉会員。1965年、賜銀杯一組（第三号）。1967年、文化功労者。1984年、叙従三位、叙勲一等授瑞宝章。多くのアメリカ研究者を育成した。

## 人物
クエーカー派クリスチャンであった。
実父である神田乃武は英語学者として知られ、帝国大学文科大学教授を経て東京外国語学校校長を務めるとともに、貴族院議員などを歴任した。乃武の養父である神田孝平は、兵庫県令や元老院議官などを歴任した政治家である。八尺の実弟である神田盾夫は言語学者であり、八尺と同じく東京大学教授として教鞭を執った。アメリカ文学者の斎藤光は女婿であり、やはり東京大学の教授を務めた。

## 著書
- 米国政治史序説 （有斐閣、1931年）
- 米国東洋政策の史的考察 （岩波書店、1942年）
- 米国憲法略義 （有斐閣、1947年）
- 現代米国の研究 （有斐閣、1948年）
- アメリカ （明善書房、1948年）
- 米国政治史の研究 （岩波書店、1950年）
- 近代アメリカ政治史 （岩波書店、1957年）
- 民主主義の精神 （東京大学出版会、1962年）
- 新渡戸稲造先生の平和思想と実践 （基督友会日本年会、1963年）
- 高木八尺著作集 全5巻 （東京大学出版会、1970年-1971年）

## 翻訳（一部）
- マックス・ファランド「アメリカ発展史」（名原高三郎共訳 岩波新書 上下、1941年）
- エマソン「アメリカの学者」 （斎藤光共訳 新月社、1947年）
- 「リンコーン演説選」（斎藤光共編訳 新月社、1948年、岩波文庫、1957年）
- チャールズ・ビアード、メアリ・ビアード「アメリカ精神の歴史」 （松本重治共訳、岩波書店「岩波現代叢書」1954年、のち新版）
- 「人権宣言集」（末延三次、宮沢俊義共編訳 岩波文庫、1957年）
- パウル・ティリッヒ「文化と宗教　ティリッヒ博士講演集」（編訳、岩波書店、1962年）